# Doctor Rodulfo Figueroa
Doctor Rodulfo Figueroa es una localidad del estado mexicano de Chiapas. Es parte del municipio de Frontera Comalapa.

## Toponimia
El nombre de la localidad rinde homenaje a Rodulfo Figueroa, médico y poeta oriundo del estado de Chiapas.

## Demografía
| Gráfica de evolución demográfica |
|                                  |

| Censo | Población |
| ----- | --------- |
| 1940  | 149       |
| 1950  | 433       |
| 1960  | 769       |
| 1970  | 1 189     |
| 1980  | 1 628     |
| 1990  | 2 275     |
| 2000  | 1 927     |
| 2010  | 2 218     |
| 2020  | 2 486     |